# Inmigración mexicana en Brasil
Brasil es el país latinoamericano con la mayor presencia mexicana desde finales del siglo XX, con un clima benigno y la cultura que caracteriza a este país de Sudamérica. La población mexicana que reside en Brasil de forma permanente o fija es de 2,132 personas de los cuales en su mayoría son miembros de las comunidades empresariales y educativas para inmigrantes mexicanos. A diferencia de otros destinos, la mayoría de los mexicanos que inmigran a tierras brasileñas proceden principalmente de la Ciudad de México, Estado de México, Veracruz, Nuevo León y Jalisco.
La comunidad mexicana en Brasil se considera una de las más grandes de Sudamérica y la de más rápido crecimiento. Los mexicanos que viven en Brasil lo hacen de forma temporal, por 1 o 3 años, ya sea por cuestiones de trabajo, investigación, estudio o apertura comercial, por lo que es una comunidad que se renueva continuamente. Los asentamientos más grandes de mexicanos en Brasil son Brasilia, Río de Janeiro y São Paulo.

## Mexicanos notables radicados en Brasil
- Giselle Itié - actriz nacida en México.
- Rodolfo Bernardelli - escultor nacido en México.
- Chico Díaz - actor nacido en México